# Legousia falcata
Legousia falcata es una especie de planta perteneciente a la familia de las campanuláceas.

## Descripción
Es una planta pubescente o glabra. Tallos de hasta 70 cm de altura, simples, rara vez ramificados. Hojas obovadas, ligeramente onduladas; las inferiores pecioladas; las superiores sentadas. Flores sentadas, en espiga terminal aproximadamente tan larga como el resto del tallo. Cáliz con lóbulos de hasta 12 mm, aproximadamente tan largos como el ovario en la antesis, lineares, acuminados, recurvos o patentes en la fructificación. Corola de menos de 1/2 de la longitud del cáliz, violeta. El fruto es una cápsula de hasta 20 mm, ligeramente estrechada en el ápice. Florece de abril a junio.

## Distribución y hábitat
Se encuentra en barbechos, lugares pedregosos, etc., en suelos ricos en bases; a una altitud de 0-1100 metros en todo el Mediterráneo hasta el Cáucaso, W y S de Irán, e islas atlánticas. Escasa y dispersa en la península ibérica y las Baleares.

## Taxonomía
Legousia falcata fue descrita por (Ten.) Fritsch ex Janch.] y publicado en Mitteilungen des Naturwissenschaftlichen Vereins der Universitat Wien n.s., 5: 100. 1907.
Etimología
Legousia: nombre genérico otorgado en honor de Bénigne Le Gouz de Gerland (1695-1773), político e historiador, "Gand-Bailli du Dijonnois", académico honorario de la Academia de Dijón y fundador, en 1771, del Jardín Botánico de la ciudad.
falcata: epíteto latino que significa "con forma de hoz".
Sinonimia
- Campanula falcata (Ten.) Schult.
- Campanula syriaca Willd. ex Schult.
- Pentagonia falcata (Ten.) Kuntze
- Prismatocarpus falcatus Ten. basónimo
- Specularia falcata (Ten.) A.DC.
- Specularia falcata var. pusilla Boiss.
- Triodanis falcata (Ten.) McVaugh[5][6]